# Гамсахурдия, Константин Симонович
Константи́н Симо́нович Гамсаху́рдия (груз. კონსტანტინე სიმონის ძე გამსახურდია; 3 [15] мая 1891, Дзвели-Абаша, Кутаисская губерния, Российская империя — 17 июля 1975, Тбилиси) — грузинский писатель, филолог, историк-литературовед. Академик Академии наук Грузинской ССР (1944). Один из наиболее значительных грузинских прозаиков XX века. 
Получив образование в Германии, применил достижения западноевропейской стилистики и философии к грузинской национальной тематике, создав на этой основе лучшие свои произведения — романы «Десница великого мастера» (1939—1956) и «Давид Строитель» (1946—1958). Подвергнувшись в начале жизненного пути репрессиям со стороны большевистского режима, в дальнейшем писатель избрал тактику невмешательства и молчаливого осуждения советской действительности, которые явно просматриваются в социально-философском настроении его произведений. 
Отец первого президента Грузии Звиада Гамсахурдии.

## Юность и начало литературной карьеры
Родился 3 (15 мая) 1891 года в селе Дзвели-Абаша в западногрузинском регионе Мегрелия в семье мелкого дворянина Симона Кациевича Гамсахурдиа и его супруги Елизаветы, урождённой Топуридзе.
Среднее образование получил в Кутаисской гимназии, а затем продолжил образование в Петербургском университете, где посещал лекции и семинары востоковеда Н. Я. Марра, ознакомившись с его «яфетической теорией» в филологии. Вскоре из ярого сторонника Марра он превратился в его противника, оставил университет и переехал в Германию, где продолжал обучение в Кёнигсберге, Лейпциге, Мюнхене и Берлине. Также слушал лекции в Сорбонне, университетах Швейцарии. В итоге получил степень доктора философии Берлинского университета (1918).
В Германии в 1910-х годах начал публиковать свои первые стихи и короткие новеллы. В раннем творчестве писателя отчетливо просматривается влияние немецкого экспрессионизма и французского символизма. Вошёл в круг известных немецких писателей, находился в дружеских отношениях с Т. Манном.
После начала Первой мировой войны как подданный Российской империи был интернирован и находился в лагере Траунштайн в Баварии, откуда был выпущен благодаря усилиям немецких писателей. После революции 1917 в России и провозглашения независимости Грузии в 1918 обратился во вновь созданное грузинское посольство в Берлине с требованием бороться за освобождение пленных и интернированных грузин и возвращение их на родину.

## Возвращение в Грузию
В 1921 возвратился в Грузию. Переход  власти в Грузии к большевикам он воспринял вначале нейтрально. Занимался редактированием различных журналов в Тбилиси. Однако в 1922 году участвовал в антибольшевистском выступлении. В 1923—1924 годах Гамсахурдиа и его последователи создали «Академическую группу», которая выдвинула лозунг «Искусство вне политики и не зависит от социальных отношений».
В Тбилиси был опубликован первый роман Гамсахурдиа «Улыбка Диониса» (1925), который в полной мере отражал философские и эстетические взгляды раннего периода писателя. Роман писался шесть лет. Главным героем романа являлся грузинский интеллигент, живущий в Париже, который оторвался от родного общества, но остался чужаком и в городе своего идеала. Советская критика встретила роман враждебно, справедливо обвинив автора в декадентстве.
После поражения августовского антисоветского восстания 1924 года в Грузии был изгнан из Тбилисского университета, где преподавал немецкую литературу. 1 марта 1926 года был арестован и доставлен в Москву. 28 июня 1926 года коллегия ОГПУ приговорила его к 10 годам лишения свободы за участие в антисоветском восстании. Отбывал срок в Соловецком лагере особого назначения на Белом море. Освобожден условно-досрочно 21 декабря 1927 года на основании постановления Президиума ЦИК СССР от 23 ноября 1927 года.
Об этом периоде своей жизни до конца дней хранил молчание. По словам родных, от самоубийства его спасла работа над переводом «Божественной комедии» Данте и «Страданий молодого Вертера» Гёте. Одновременно Гамсахурдиа написал биографический роман о Гёте «Страницы жизни Гёте» (1930).
В начале 1930-х годов получил поддержку первого секретаря ЦК КП(б) Грузии Л. П. Берии в обмен на обещание написать социалистический роман. Действие романа «Похищение луны» (1935—1936) разворачивается на фоне коллективизации в Абхазии, однако авторский пессимизм по отношению к судьбе главных героев вызвал критику правительства, и Берия остался недоволен этим произведением. В 1937 году Гамсахурдиа был арестован по обвинению в связи с директором Государственного издательства Грузии Лидой Гасвиани, которая была уличена в троцкизме. Благодаря вмешательству Берии он был освобожден.
В 1938 году была начата публикация романа «Вождь» о детских годах Сталина. Экспрессионизм писателя в изображении Сталина вызвал недовольство правительственных кругов, и публикация была прекращена.
Из произведения П. А. Судоплатова «Разные дни тайной войны и дипломатии. 1941 год» известно, что в период возникновения Кавказского фронта Гамсахурдиа рассматривался Берией как возможный руководитель советской резидентуры в Грузии на случай прорыва немцев. Однако вместо него на эту роль был назначен драматург Мачавариани.

## Зрелый период творчества
На пике Великой чистки Гамсахурдиа начал работу над своим главным произведением — романом «Десница великого мастера» (1939, окончательная редакция — 1956). Историческим фоном повествования стало строительство православного храма Светицховели в древней столице Грузии Мцхете в 1010—1029 годах по заказу царя Георгия I и католикоса Мельхиседека грузинским зодчим Константином Арсакидзе. В романе судьбы главных героев-антагонистов Арсакидзе и Георгия сплетаются в трагический клубок — они соперничают из-за любви дочери одного из эриставов Шорены. Оба разрываются между любовью и долгом (правителя либо художника). Судьба приводит к разочарованию и смерти обоих героев.
Те же темы, хотя и в более приглушённом варианте, звучат в монументальной исторической тетралогии ««Давид Строитель» (1946—1958), события которой разворачиваются в XII веке — в эпоху «расцвета» грузинского феодального государства.
В романе «Цветение лозы» (1956) Гамсахурдиа рисует колхозное крестьянство 1930—1940-х годах, превратившее бесплодные земли Гвелети в виноградники. Гамсахурдиа — большой мастер изображения общественных отношений, обрядов, деталей быта. Он внёс значительный вклад в развитие грузинской прозы.
Мемуары «Общение с призраками» (1963) и завещание (1959) были запрещены к публикации и напечатаны только после 1991 года.
Похоронен в парке своего особняка «Колхская башня», поскольку в завещании категорически отказался от похорон в национальном пантеоне Мтацминда.

## Семья
Был женат на Миранде (Матико) Палавандишвили, от этого брака дети: сын Звиад — первый президент Грузии — и дочь Тамара.
Жил в Тбилиси, на улице Грибоедова, д. 21, затем — на улице Гали, д. 15.

## Произведения

### Романы
- Улыбка Диониса (1925)
- Страницы жизни Гёте (1932—1933)
- Похищение луны (1935—1936)
- Вождь (1938—1939, не окончен)
- Десница великого мастера (1939—1956)
- Давид Строитель (т. 1-4, 1946—1958)
- Цветение лозы (1951—1955)

### Переводы (нагрузинский язык)
- «Божественная комедия» Данте Алигьери
- «Страдания юного Вертера» И. В. Гёте

### Издание сочинений в русском переводе
- Избранные произведения в 6-ти томах. — Тбилиси, 1964.
- Собрание сочинений в 8-ми томах (7-ми книгах). Пер. с грузинского. — Тбилиси: Мерани, 1972—1981. — 200 000 экз.
  - Т.1. Похищение луны: Роман. — Вступит. ст. Бесо Жгенти. — 1972. — 656 с.
  - Т.2. Десница великого мастера: Роман.; Новеллы. — 1972. — 368 с.
  - Т.3. Давид строитель: Исторический роман-тетралогия (Книги первая и вторая). — [От автора. С. 677-681.] — 1974. — 696 с.
  - Т.4. Давид строитель: Исторический роман-тетралогия (Книги третья и четвёртая). — 1975. — 762 с.
  - Т.5. Цветение лозы: Роман. — 1977. — 351 с.
  - Т.6. Улыбка Диониса: Из ранних произведений; Страницы жизни Гёте. — 1979. — 456 с.
  - Т.7-8. Новеллы; Очерки; Статьи. — Послеслов. Георгий Цицишвили. — 1981. — 632 с.

### Экранизации сочинений
- «Десница великого мастера» (СССР, 1969, режиссёры Давид Абашидзе, Вахтанг Таблиашвили).
- «Похищение луны» (СССР, 1973, режиссёр Тамаз Мелиава).

### Музыкальные произведения по сочинениям
- «Десница великого мастера» — опера в четырёх действиях Шалвы Мшвелидзе (1961).

## Награды
- Государственная премия Грузинской ССР имени Шота Руставели (1965) за тетралогию «Давид Строитель»
- два ордена Ленина (в том числе 04.05.1971)
- орден Трудового Красного Знамени (17.04.1958)
- ещё один орден
- медали

## Увековечение памяти
- Именем Гамсахурдиа назван Сухумский драматический театр.
- В Тбилиси установлен памятник Гамсахурдиа (1979, скульптор Т. Кикалишвили, архитектор Т. Тевзадзе)[4].
- 15 мая проходит праздник Константинеоба
- Его именем названа улица в Батуми (ул. Константине Гамсахурдиа).